# Hyperxena
Hyperxena is een geslacht van vlinders van de familie koolmotten (Plutellidae).

## Soorten
- H. scierana Meyrick, 1883
- H. zirophora Turner, 1916